# Esarca
Esarca o Esarco (in latino exarchus, in greco antico: ἔξαρχος?) è stato un titolo utilizzato in diverse epoche e luoghi:
- nell'antica Sparta indicava il capo degli efori;
- nell'Impero romano d'Oriente designava i viceré, cioè i governatori di esarcati, grandi raggruppamenti territoriali d'oltremare (Esarcato d'Italia e Esarcato d'Africa);
- tuttora il titolo è utilizzato dalle Chiese orientali, sia cattoliche sia ortodosse.

Il titolo deriva dal greco ἐξ-, particella intensiva, e ἀρχός, capo, ad indicare un amministratore di grado superiore.

## Esarchi bizantini
Nel più antico significato del termine, un esarca era un ufficiale imperiale di basso rango, il comandante di una formazione di sei cavalieri. Il termine era inoltre usato con il significato generico di "comandante militare" (indipendentemente dall'effettivo grado ufficiale detenuto o della nazione servita) nelle cronache popolari redatte in greco, come quelle di Giovanni Malala e di Teofane Confessore, in cui il termine exarchos ricorre spesso riferito sia ai generali bizantini (come Narsete) sia a quelli nemici. Anche il futuro imperatore Foca, quando si ribellò all'imperatore legittimo Maurizio (602), deteneva la carica di exarchos nei Balcani.
Invece nelle province occidentali dell'Impero, a partire dagli anni ottanta del VI secolo, esarchi vennero detti i viceré imperiali che governavano i territori d'oltremare frutto delle grandi conquiste del regno di Giustiniano; si trattava di territori che, per la loro particolare posizione geografica rispetto alla capitale, necessitavano di un particolare regime di autonomia amministrativa e autosufficienza militare. Vennero dunque creati due esarcati: l'Esarcato d'Italia (584-751), con capitale Ravenna e giurisdizione su tutti i territori bizantini della penisola, e un Esarcato d'Africa (591-698), con capitale Cartagine e giurisdizione estesa anche su Sardegna, Corsica e territori bizantini in Spagna meridionale. In precedenza, gli Esarcati d'Italia e di Africa venivano chiamati Prefettura del pretorio d'Italia (553-584) e Prefettura del pretorio d'Africa (534-591).
La carica di Esarca nella sua nuova accezione di viceré si ritiene sia stata creata intorno al 584 dall'imperatore Maurizio. Esso costituiva la nuova massima autorità civile e militare dell'Italia e dell'Africa bizantine (in Africa l'esarcato venne introdotto nel 591 circa); il Prefetto del pretorio continuò comunque ad esistere come funzionario civile subordinato all'esarca fino alla metà del VII secolo. La riforma degli esarcati, tuttavia, fu il risultato di un'evoluzione graduale e non di un cambiamento repentino. Già all'epoca di Giustiniano, le cariche di prefetto del pretorio d'Africa e di magister militum Africae in più occasioni furono ricoperte dalla stessa persona, che diventava di fatto la massima autorità sia civile che militare della prefettura del pretorio d'Africa; in Italia, invece, Giustiniano mantenne la divisione dei poteri civili e militari in due persone distinte, ma in ogni caso il generalissimo (strategos autokrator), la massima autorità militare nella Penisola, tendeva a usurpare prerogative delle autorità civili. Anche sotto i successori di Giustiniano, questa tendenza proseguì. La riforma degli esarcati sembrerebbe dunque solo un mero cambiamento di denominazione della massima autorità militare, più che una vera e propria riforma, come conferma il fatto che i poteri militari dell'esarca coincidessero in massima parte con quelli goduti dallo strategos autokrator di età giustinianea.
La prima menzione della presenza di un esarca a Ravenna è in una lettera del 584 di Papa Pelagio II; la suddetta lettera menziona un patrizio romano di nome Decio, senza chiarire se fosse lo stesso esarca citato altrove nella lettera; secondo alcuni studiosi, Decio sarebbe da identificare con l'innominato esarca citato nella stessa lettera, mentre altri studiosi ritengono che egli fosse semplicemente un patrizio romano inviato in ambasceria dal senato romano presso l'esarca. La prima menzione della presenza di un esarca a Cartagine è invece in una lettera di papa Gregorio I del 591. Comunque, alcuni studiosi (come ad esempio Borri) hanno avanzato dubbi sull'effettiva esistenza di un esarcato d'Africa, in quanto l'esistenza di un esarca di Cartagine (Gennadio) è attestata solo nelle epistole di papa Gregorio I, mentre altre fonti chiamano i governatori di Cartagine magistri militum (nelle fonti greche strategos) o patricii. Lo stesso Gennadio, definito "esarca" soltanto da Gregorio I, in un'epigrafe risulta avere invece il titolo di patricius o magister militum. Altri governatori definiti "esarchi d'Africa" dalle fonti moderne (ad esempio Eraclio il Vecchio e Gregorio il Patrizio) nelle fonti primarie risultano avere invece il titolo di patricius, o magister militum, ma non vengono mai definiti esplicitamente esarchi. Non è quindi da escludere che Gregorio I in quella lettera abbia usato un termine dalla valenza non ufficiale, chiamando esarca chi in realtà deteneva la carica di patrizio o magister militum.
Di solito gli Imperatori assumevano come esarchi degli eunuchi, di norma di origini orientali, in quanto godevano maggiormente della fiducia del sovrano, non potendo, proprio in quanto eunuchi, aspirare al trono. Di norma, insieme al titolo di esarca, assumevano anche la dignità di patricius ed erano selezionati tra i più alti dignitari palatini. I territori posti sotto il controllo dell'esarca vennero a loro volta ripartiti in circoscrizioni territoriali più piccole, rette da duces o magistri militum.
L'esarca risiedeva a Ravenna nel palazzo sacro di Teodorico, mentre la sua residenza temporanea a Roma si trovava sul colle Palatino. Egli era posto a capo degli eserciti, dell'amministrazione della giustizia e delle finanze, si occupava dei lavori pubblici, nonché della conclusione di accordi diplomatici, come quella di un armistizio, anche se non poteva concludere paci o alleanze, prerogative esclusive dell'Imperatore. Aveva anche il potere di nominare tutti i funzionari suoi sottoposti, tranne quelli inviati in Italia dall'Imperatore o sottoposti all'autorità del prefetto del pretorio d'Italia. All'esarca spettava infine il compito di ratificare l'elezione del Papa, privilegio risalente alla fine del VII secolo.
Gli esarchi godevano di ampi poteri, che gli imperatori tentarono di controbilanciare con diverse misure. Prima di tutto, la nomina dell'esarca da inviare in Italia spettava all'Imperatore, che faceva sì inoltre che il mandato fosse tendenzialmente breve, per impedirgli di acquisire un potere eccessivo. Inoltre, le sentenze dell'esarca potevano essere annullate in un qualunque momento dal tribunale dell'Imperatore. Altre forme di controllo sull'esarca erano rappresentate dall'invio di commissari speciali da Costantinopoli per indagare sul suo operato e dall'obbligo da parte dell'esarca di inviare periodicamente rapporti a Costantinopoli per informare l'Imperatore della situazione in corso. Inoltre, su temi delicati, come quello religioso, gli esarchi non avevano completa libertà di iniziativa, ma di norma dovevano attenersi alle disposizioni dell'Imperatore.
Questo sistema di controllo risultò efficace nella maggioranza dei casi, ma in due di essi, quelli di Eleuterio e di Olimpio, l'esarca si rivoltò all'Imperatore, cercando di proclamare la propria indipendenza. Tra questi, si ricorda l'esarca d'Italia Eleuterio, che nel 619 tentò di restaurare l'Impero d'Occidente, cercando di farsi incoronare Imperatore romano dal Senato di Roma; tuttavia, prima di raggiungere la Città Eterna, l'esarca ribelle venne ucciso dai soldati rimasti fedeli all'Imperatore legittimo Eraclio.
In ogni modo, nonostante dal punto di vista teorico i loro poteri fossero così ampi, di fatto, a partire dalla fine del VII secolo, gli esarchi cominciarono a perdere il controllo degli eserciti, costituiti soprattutto da Italici reclutati localmente, che spesso si rivoltarono in difesa del Papa. Se quindi, in un primo momento, l'esarca poteva imporre la propria volontà sul Pontefice, come nel caso di Teodoro I Calliope che nel 653 deportò in Oriente Papa Martino I, a partire dalla fine del VII secolo, fu costretto a negoziare con esso, non godendo più del supporto incondizionato degli eserciti, che gli obbedivano solo se i loro interessi coincidevano. Il rafforzarsi del potere del Papato e l'opposizione delle aristocrazie locali, a cui si aggiunse l'insubordinazione dell'esercito, furono dunque fattori destabilizzanti che limitarono in misura sempre maggiore l'effettiva autorità dell'esarca.
La carica di Esarca scomparve a causa della graduale perdita dei territori occidentali; già nel 698 non esisteva più un esarcato (e di conseguenza un esarca) d'Africa a causa della conquista di Cartagine e di tutto il Nord Africa bizantino ad opera degli Arabi; nel 751 i Longobardi conquistarono Ravenna e posero fine anche all'Esarcato d'Italia.

## Esarchi delle Chiese orientali

### Significato antico
Nell'organizzazione ecclesiastica dell'Impero d'Oriente, l'esarca della divisione politica chiamata "diocesi" aveva, nel IV e V secolo lo stesso rango del "primate", una carica dignitaria intermedia tra il patriarca e il vescovo metropolita. Il termine "patriarca" venne formalmente ristretto, dopo il 451, ai vescovi a capo delle poche città più importanti.

### Significato moderno
Oggigiorno, nella Chiesa ortodossa e orientale cattolica, l'esarca è un alto prelato: un ispettore di monasteri, un deputato del patriarca o, in molti casi, colui che governa una chiesa all'estero per conto del Patriarcato: gli ortodossi serbi, rumeni, bulgari, ed altri, hanno tutti un esarcato negli USA. L'esarca del patriarcato di Gerusalemme viene detto "Esarca del Santo Sepolcro". Nella Chiesa ortodossa russa sono istituiti quattro esarchi: l'esarca di Bielorussia con sede a Minsk; l'esarca dell'Europa occidentale, con sede a Parigi; l'esarca del sud-est asiatico, con sede a Singapore; e l'esarca d'Africa, con sede al Cairo.
Il titolo di esarca è utilizzato anche presso le Chiese cattoliche di rito orientale.